# 뉴질랜드의 국립공원

뉴질랜드의 국립공원 (초록색이 국립공원)

뉴질랜드의 국립공원(The national parks of New Zealand)은 뉴질랜드 정부 보존국에 의해 관리되는 13개의 지역으로 “공공의 혜택과 이용, 그리고 즐거움을 위해서”(for the benefit, use, and enjoyment of the public") 지정되었다.

## 개요
이러한 국립공원은 인기 있는 관광목적지로, 관광객의 3/10이 뉴질랜드 방문 중 적어도 하나의 국립공원을 방문하고 있다. 비록 국립공원이 뉴질랜드의 최고의 아름다움을 담고있긴 하지만, 초장기에 지정된 몇몇 국립공원은 산 풍경에 초점을 맞춘 것들이었다. 1980년대 이후로 이러한 국립공원의 선정기준이 뉴질랜드의 보다 다양한 다양성을 보여줄 수 있는 풍경으로 바뀌고 있다. 뉴질랜드의 국립공원은 모두 문화적으로 중요성을 가지며, 많은 것들이 역사적인 중요성을 가지고 있다. 통가리로 국립공원은 특히 문화와 자연의 중요성을 가진 27개의 세계복합유산으로 지정되어 있으며, 반면 남섬의 국립공원 중 4개는 테 와히포우나무로 세계유산으로 지정되어 있다.

## 목록

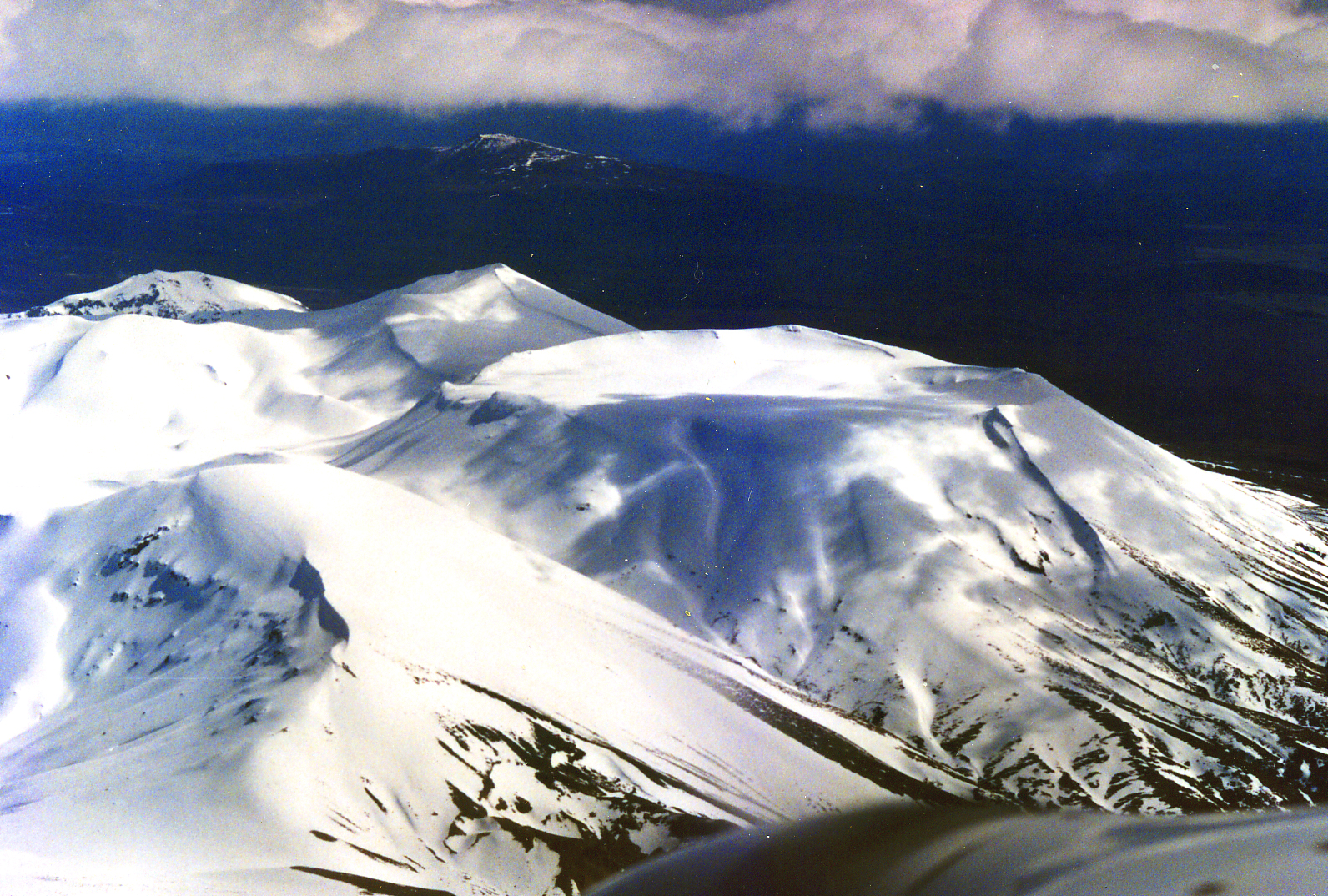
통가리로 산 겨울의 통가리로 국립공원

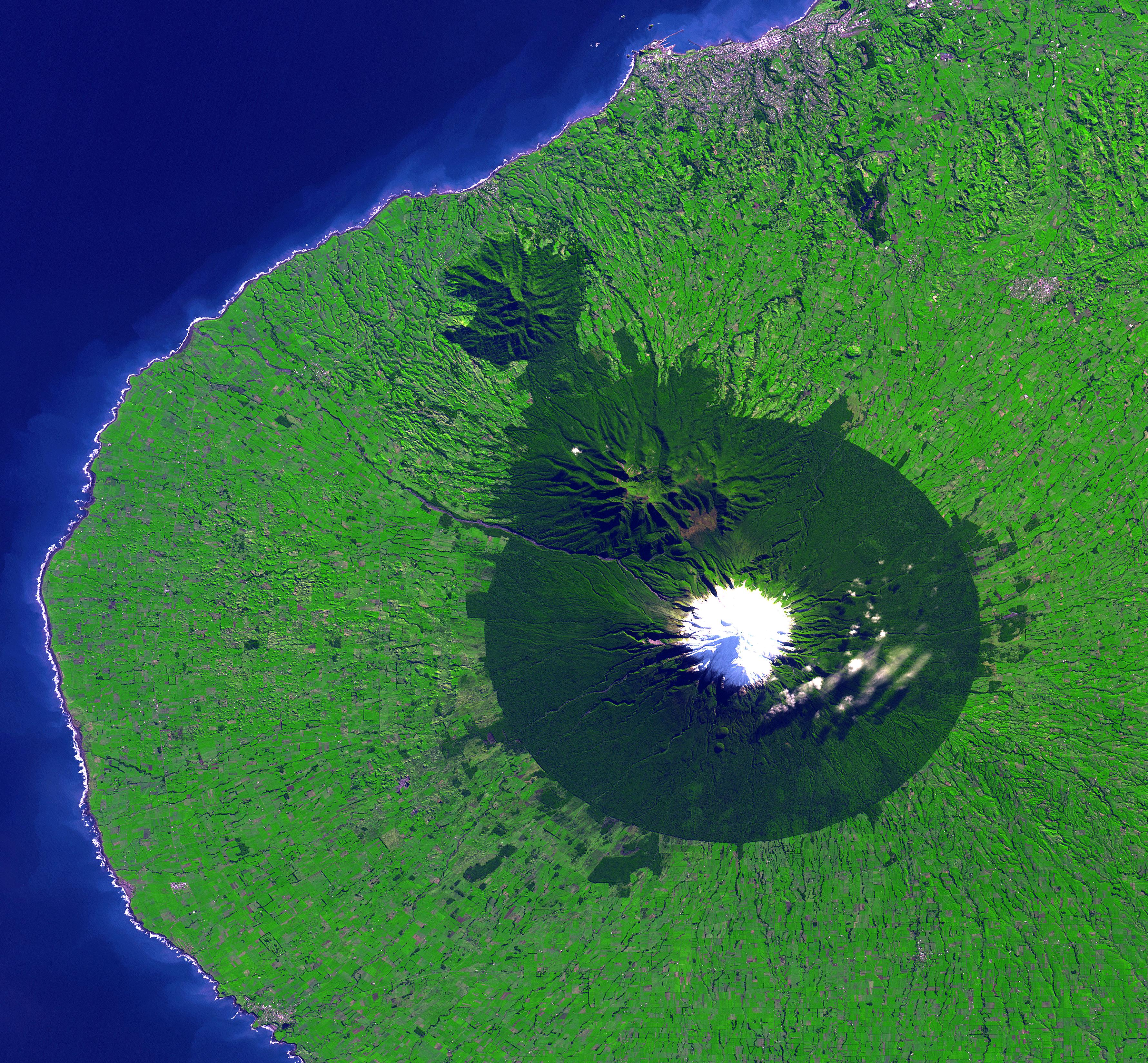
에그몬트 국립공원의 위성사진 (숲 지역).

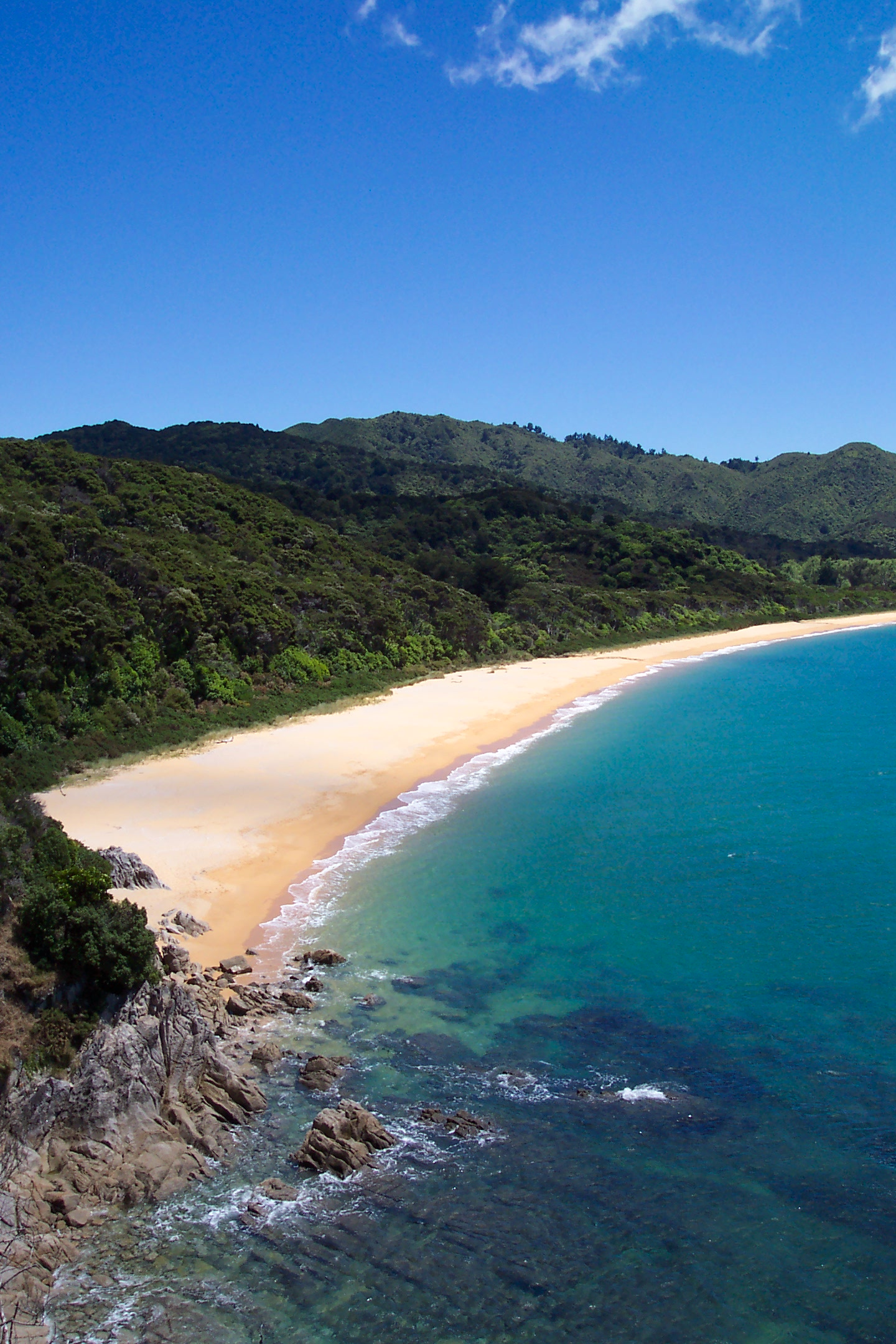
토타라누이 해변, 아벌 타스만 국립공원.

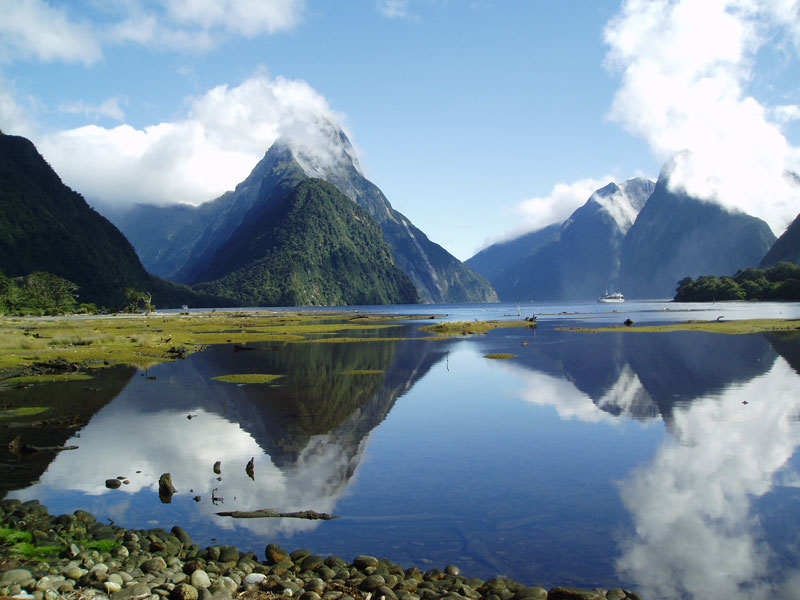
밀포드 사운드, 피요르드랜드 국립공원.

| 국립공원                           | 면적       | 지정 | 위치                                                               | 설명 |
| ---------------------------------- | ---------- | ---- | ------------------------------------------------------------------ | --- |
| 테우레웨라 국립공원(자격 박탈)     | 2127 km2   | 1954 | 남위 38° 45′ 동경 117° 9′  / 남위 38.750° 동경 117.150°            | 휘리나키 숲 공원과 인접한 테 우레웨라는 북섬 최대의 자연 숲이 잘 보존되어 있는 지역이다. 공원 내에 있는 와이카레모아나 호수는 그림같은 해안선으로 유명하다. 2014년 Te Urewera Act으로 국립공원의 자격을 잃었다.                         |
| 통가리로 국립공원*                 | 796 km2    | 1887 | 남위 39° 12′ 동경 175° 35′  / 남위 39.200° 동경 175.583°           | 뉴질랜드 최초의 국립공원이자, 27개의 자연, 문화 세계복합유산이다. 왕실에서 테 헤우헤우 투키노 4세에게 선물로 받았으며, 그 공원 마오리의 여러 성지를 포함하고 있고, 3개의 활화산인 루아페후 산, 나우루호에 산 그리고 통가리로 산이 있다. |
| 에그몬트 국립공원                  | 335 km2    | 1900 | 남위 39° 16′ 동경 174° 6′  / 남위 39.267° 동경 174.100°            | 이 공원은 타라나키 산의 반지름 9 km 직경의 땅과 북쪽의 외진 곳으로 구성되어 있다. 화산의 대칭적인 원뿔은 지방의 랜드마크이다. |
| 왕가누이 국립공원                  | 742 km2    | 1986 | 남위 39° 35′ 동경 175° 5′  / 남위 39.583° 동경 175.083°            | 왕가누이 강과 경계를 이루며, 왕실 영지와 이전 국유림 그리고 많은 전 보호구역을 포함한다. |
| 아벌 타스만 국립공원               | 225 km2    | 1942 | 남위 40° 50′ 동경 172° 54′  / 남위 40.833° 동경 172.900°           | 가장 작은 국립공원으로, 이 인기있는 관광목적지는 많은 조수의 입구가 있으며, 황금모래의 해변이 태즈먼 만 해안을 따라 펼쳐져 있다. "아벌 타스만처럼 하기"는 트램핑 또는 카약 여행이 인기있는 액티비티이다.                                |
| 카후랑기 국립공원                  | 4,520 km2  | 1996 | 남위 41° 15′ 동경 172° 7′  / 남위 41.250° 동경 172.117°            | 남섬 북서쪽에 위치하며, 카후랑기는 잘 사용되는 히피트랙을 포함하여 풍경이 좋은 외딴 시골을 포함한다. 고대의 육지 모습과 독특한 식생은 뉴질랜드에서 두 번째로 큰 국립공원의 가치를 더한다.                                               |
| 넬슨 호수 국립공원                 | 1,018 km2  | 1956 | 남위 41° 49′ 9″ 동경 172° 50′ 15″ / 남위 41.81917° 동경 172.83750° | 넬슨지방의 울퉁불퉁한 산악지대로, 로티이티 호수와 로토로아 호수 숲 호반에서 루이스 패스 국립보호구역으로 해변 남쪽으로 뻗어있다. |
| 파파로아 국립공원                  | 306 km2    | 1987 | 남위 42° 5′ 동경 171° 30′  / 남위 42.083° 동경 171.500°            | 웨스트포인트와 그레이마우스 사이에 남섬의 서해안 지역에 위치하며, 푸나카이키의 자연의 축복인 팬케익 바위를 포함한다. |
| 아서스 패스 국립공원               | 1,144 km2  | 1929 | 남위 42° 57′ 동경 171° 34′  / 남위 42.950° 동경 171.567°           | 울퉁불퉁한 산악지형으로 남알프스 가르는 지형이다. |
| 웨스트랜드 타이 포우티니 국립공원* | 1,175 km2  | 1960 | 남위 43° 23′ 동경 170° 11′  / 남위 43.383° 동경 170.183°           | 남알프스의 최고봉에서 야생의 먼 해안선으로 뻗어있으며, 공원은 빙하와 그림같은 호수 그리로 뺵빽한 우림, 해안선을 따라서 옛금광타운의 유적을 포함하고 있다.                                                                               |
| 아오라키 마운트쿡 국립공원*        | 707 km2    | 1953 | 남위 43° 44′ 동경 170° 6′  / 남위 43.733° 동경 170.100°            | 뉴질랜드에서 가장 높은 산인 쿡 산(3,754 m)과 가장 긴 빙하인 타스만 빙하(29 km)를 포함하고 있다. 등반과 스키, 비행의 가장 인기있는 장소로, 이곳은 자연의 아름다움을 만끽할 수 있는 곳이다.                                               |
| 마운트 어스파이어링 국립공원*      | 3,555 km2  | 1964 | 남위 44° 23′ 동경 168° 44′  / 남위 44.383° 동경 168.733°           | 인상적인 빙하 산의 풍경을 보여주는 뉴질랜드에서 가장 높은 봉우리인 어스파이어링 산(3,036 m)이 있다. |
| 피요르드랜드 국립공원*             | 12,519 km2 | 1952 | 남위 45° 25′ 동경 167° 43′  / 남위 45.417° 동경 167.717°           | 뉴질랜드에서 가장 큰 국립공원이자, 세계에서 가장 큰 공원 중의 하나인 이 공원 남섬의 남서쪽을 차지하고 있다. 깊은 피오르, 빙하호, 산맥과 폭포를 가진 풍경의 장엄함은 이곳을 인기있는 관광목적지로 만든다.                                |
| 라키우라 국립공원                  | 1,500 km2  | 2002 | 남위 46° 54′ 동경 168° 7′  / 남위 46.900° 동경 168.117°            | 스튜어트섬의 85%를 차지하며, 가장 최근에 지정된 국립공원이다. |